# Valerian-Kuybyshev-Klasse
Die Flusskreuzfahrtschiffe der Valerian-Kuybyshev-Klasse (russisch Валериан Куйбышев, dt. Walerian Kuibyschew), welche auch als „Projekt 92-016 / OL400“ (für 400 Fahrgäste) bekannt wurden, sind fluss- und kanalgängige Binnenpassagiermotorschiffe großer Bauart und waren die größten in der Sowjetunion. Die Klasse ist nach dem sowjetischen Politiker Walerian Kuibyschew benannt.

## Geschichte
Die Serie von Flusskreuzfahrtschiffen wurde von 1976 bis 1983 bei der Werft Narodny Podnik Škoda in Komárno in der Tschechoslowakei (heute: in der Slowakei) für die Wolga-Reederei gebaut. Alle neun Schiffe wurden auf der Newa, Wolga und Kama von Sankt Petersburg bis Perm oder Wolgograd eingesetzt. Nach dem Zerfall der Sowjetunion sind sowohl die Schiffe als auch die Reederei in den Besitz von russischen Privatfirmen übergegangen. Seit März 2012 gehören alle Schiffe der Valerian-Kuybyshev-Klasse der Vodohod.

## Technik
Alle Schiffe wurden inzwischen komplett modernisiert und den heutigen Ansprüchen angepasst. Die Anzahl der Passagierplätze wurde von 400 beträchtlich reduziert. Die Schiffe verfügen über einen dieselelektrischen Antrieb mit drei sowjetischen Viertakt-Hauptmotoren je 736 kW und Gesamtleistung von 3.000 PS.

## Ausstattung
Trotz der Ausstattung aller Kabinen des Schiffes beim Bau mit Waschgelegenheit und WC besaßen die Schiffe dieses Projekts damals nicht annähernd den Standard der in der DDR von den VEB Elbewerften Boizenburg/Roßlau gebauten Fahrzeuge, vom Komfort der von den Österreichischen Schiffswerften AG Linz Korneuburg (ÖSWAG) gebauten konnten diese gar nicht verglichen werden.

## Liste der Schiffe Projekt 92-016/OL400 in der Ursprungs- und englischen Sprache
In der Liste ist der Ursprungsname des Flusskreuzfahrtschiffes angegeben, die anderen Namen stehen in Klammern in chronologischer Reihenfolge:
Flusskreuzfahrtschiffe des Projekts 92-016/OL400:
| Schiffe der Valerian-Kuybyshev-Klasse | Schiffe der Valerian-Kuybyshev-Klasse | Schiffe der Valerian-Kuybyshev-Klasse   |
| lfd. Nr.                              | Originaler Ursprungsname              | Seine englische Version                 |
| ------------------------------------- | ------------------------------------- | --------------------------------------- |
| 1                                     | Валериан Куйбышев                     | Valerian Kuybyshev                      |
| 2                                     | Климент Ворошилов (Фёдор Шаляпин)     | Kliment Voroshilov (Fyodor Shalyapin)   |
| 3                                     | Феликс Дзержинский                    | Feliks Dzerzhinskiy                     |
| 4                                     | Георгий Димитров (Сергей Кучкин)      | Georgiy Dimitrov (Sergey Kuchkin)       |
| 5                                     | Михаил Фрунзе                         | Mikhail Frunze                          |
| 6                                     | Михаил Калинин (Мстислав Ростропович) | Mikhail Kalinin (Mstislav Rostropovich) |
| 7                                     | Александр Суворов                     | Aleksandr Suvorov                       |
| 8                                     | Семён Будённый                        | Semyon Budyonnyy                        |
| 9                                     | Георгий Жуков                         | Georgiy Zhukov                          |

## Übersicht
| Schiffe des Typs Valerian Kuybyshev/Projekt 92-016/OL400 | Schiffe des Typs Valerian Kuybyshev/Projekt 92-016/OL400 | Schiffe des Typs Valerian Kuybyshev/Projekt 92-016/OL400 | Schiffe des Typs Valerian Kuybyshev/Projekt 92-016/OL400 | Schiffe des Typs Valerian Kuybyshev/Projekt 92-016/OL400 | Schiffe des Typs Valerian Kuybyshev/Projekt 92-016/OL400 | Schiffe des Typs Valerian Kuybyshev/Projekt 92-016/OL400     |
| Baujahr                                                  | Baunummer                                                | Bild                                                     | Name                                                     | Auftraggeber                                             | Heimathafen                                              | Umbenennungen und Verbleib                                   |
| -------------------------------------------------------- | -------------------------------------------------------- | -------------------------------------------------------- | -------------------------------------------------------- | -------------------------------------------------------- | -------------------------------------------------------- | ------------------------------------------------------------ |
| 1976                                                     | 2001                                                     |                                                          | Valerian Kuybyshev                                       | Wolga-Reederei                                           | Gorki → Nischni Nowgorod                                 | RRR-Nummer: 140655; verschrottet 2018                        |
| 1977                                                     | 2002                                                     |                                                          | Fyodor Shalyapin                                         | Wolga-Reederei                                           | Gorki → Nischni Nowgorod                                 | *ex Kliment Voroshilov RRR-Nummer: 140656; verschrottet 2023 |
| 1978                                                     | 2003                                                     |                                                          | Feliks Dzerzhinskiy                                      | Wolga-Reederei                                           | Gorki → Nischni Nowgorod                                 | RRR-Nummer: 140657                                           |
| 1979                                                     | 2004                                                     |                                                          | Sergey Kuchkin                                           | Wolga-Reederei                                           | Gorki → Nischni Nowgorod                                 | *ex Georgiy Dimitrov RRR-Nummer: 140658                      |
| 1980                                                     | 2005                                                     |                                                          | Mikhail Frunze                                           | Wolga-Reederei                                           | Gorki → Nischni Nowgorod                                 | RRR-Nummer: 140659                                           |
| 1981                                                     | 2006                                                     |                                                          | Mstislav Rostropovich                                    | Wolga-Reederei                                           | Gorki → Nischni Nowgorod                                 | *ex Mikhail Kalinin RRR-Nummer: 140660                       |
| 1981                                                     | 2007                                                     |                                                          | Aleksandr Suvorov                                        | Wolga-Reederei                                           | Rostow am Don → Gorki → Nischni Nowgorod                 | RRR-Nummer: 140661                                           |
| 1981                                                     | 2008                                                     |                                                          | Semyon Budyonnyy                                         | Wolga-Reederei                                           | Gorki → Nischni Nowgorod                                 | RRR-Nummer: 140662                                           |
| 1983                                                     | 2009                                                     |                                                          | Georgiy Zhukov                                           | Wolga-Reederei                                           | Gorki → Nischni Nowgorod                                 | RRR-Nummer: 140663                                           |